# 和硕薹草
和硕薹草（学名：Carex heshuonensis）是莎草科薹草属的植物。分布在中国大陆的新疆等地，生长于海拔2,460米至2,800米的地区，多生长于山坡林下，目前尚未由人工引种栽培。